# Nicolás Taricano
Nicolás Taricano fue un actor cómico de cine y teatro argentino.

## Carrera
Fue un actor de reparto que debutó en un filme del realizador Julio Irigoyen. Fue dirigido asiduamente por Luis César Amadori. Comienza su carrera profesional en 1939 con El misterio de la dama de gris, luego vinieron películas como Celos (1946) junto a Pedro López Lagar y Zully Moreno, Una mujer sin cabeza (1947) con Niní Marshall, Rodríguez supernumerario (1948) secundando a Pepe Arias y Un tropezón cualquiera da en la vida (1949) junto a Alberto Castillo y Virginia Luque. Sus últimas apariciones en la pantalla grande se dieron con las películas Historia de una soga (1956) junto a Hilda Bernard, Ilde Pirovano, Mario Lozano, Mario Passano, Susana Campos y Amalia Sánchez Ariño, La venenosa (película de 1958) (1958) y La morocha (1958) con Tita Merello, Alfredo Alcón y Luis Arata.
A lo largo de tres décadas de carrera cinematográfica trabajó para célebres directores argentinos como Manuel Romero, Enrique Cahen Salaberry y  Enrique De Thomas.

Taricano también formó parte de la "Comisión Permanente de Trabajo" de la entidad gremialista de la Asociación Argentina de Actores, que compuso junto con los actores Raimundo Pastore, Francisco Rullán, Tito Climent, E. Pablo Escobar y Alfonso Amigo. En dicha comisión ocupó el cargo de tesorero.

## Filmografía
- 1958: La morocha.
- 1958: La venenosa.
- 1956: Historia de una soga.
- 1955: El barro humano.
- 1955: La morocha.
- 1954: Dringue, Castrito y la lámpara de Aladino.
- 1951: Escándalo nocturno
- 1951: Especialista en señoras
- 1950: Don Fulgencio (El hombre que no tuvo infancia).
- 1950: El seductor
- 1950: El zorro pierde el pelo
- 1949: Un tropezón cualquiera da en la vida.
- 1949: Juan Globo.
- 1948: Dios se lo pague
- 1948: Crimen entre bastidores.
- 1948: Rodríguez supernumerario.
- 1947: Una mujer sin cabeza.
- 1946: A sangre fría.
- 1946: Celos.
- 1946: Camino del infierno.
- 1943: Carmen.
- 1940: Explosivo 008.
- 1939: El misterio de la dama de gris.

## Teatro
- 1945: El doctor Cicirinella, junto con la "Compañía Argentina de Comedias Cómicas Tomás Simari", estrenada en el Teatro Palace Rivadavia.[3]
- 1938: El pasado renace con Pedro Maratea, Leopoldo Simari, Lita Senén, Fina Suárez, Emilia Helda de Caro y Tomás Simari.